# Crespy-le-Neuf
Crespy-le-Neuf – miejscowość i gmina we Francji, w regionie Grand Est, w departamencie Aube.
Według danych na rok 2018 gminę zamieszkiwało 161 osób..

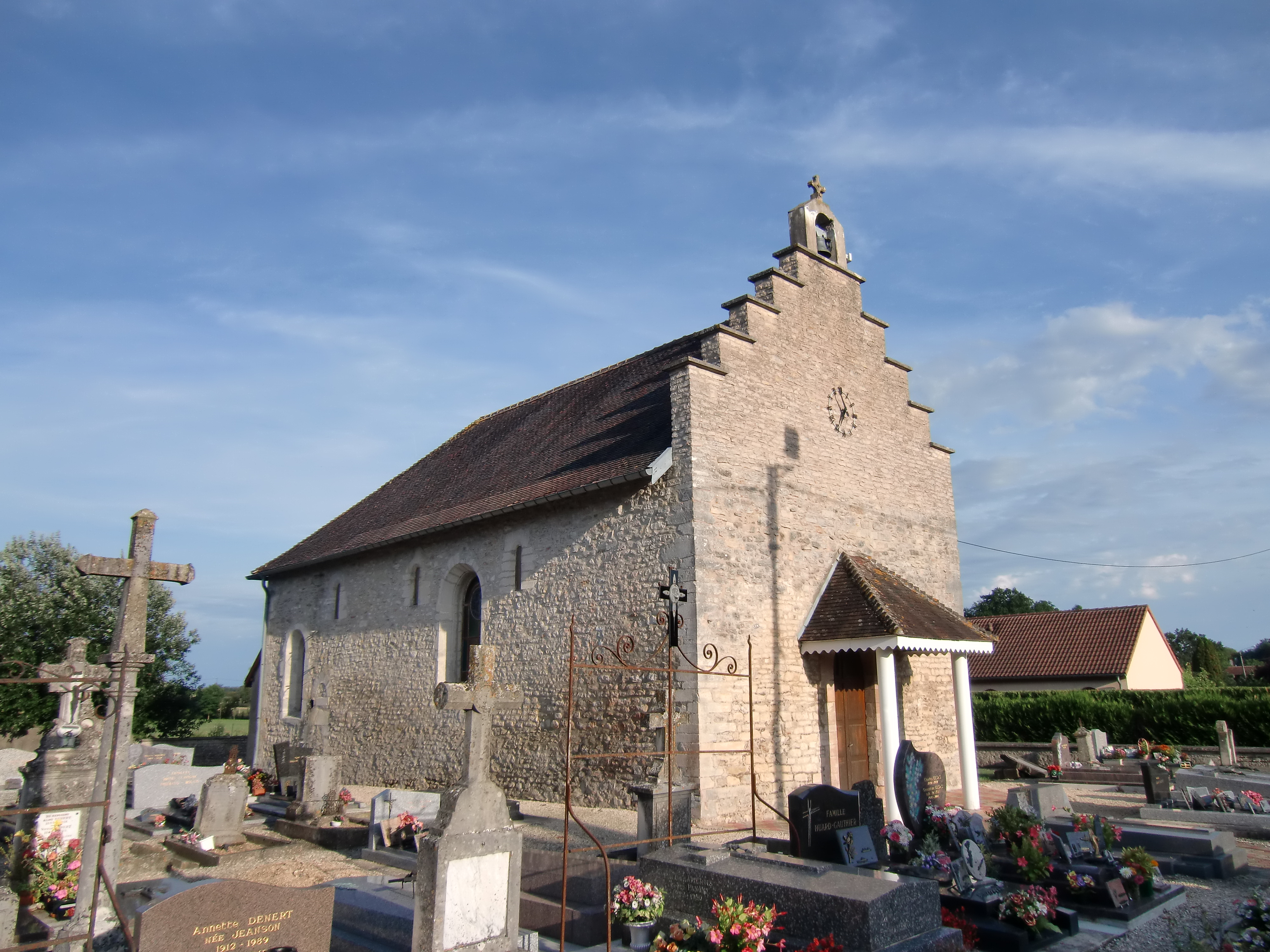
Kaplica w Crespy-le-Neuf, 2010